# Biscutella alcarriae
Biscutella alcarriae là một loài thực vật có hoa trong họ Cải. Loài này được A.Segura mô tả khoa học đầu tiên năm 1988.